# Rafał Kosznik
Rafał Kosznik (ur. 17 grudnia 1983 w Kościerzynie) – polski piłkarz grający na pozycji obrońcy.

## Kariera klubowa
Swoją piłkarską karierę rozpoczynał w Kaszubii Kościerzyna, gdzie w 2001 został włączony do dorosłego składu. W grudniu 2005 trafił do drugoligowej wówczas Lechii Gdańsk. Wraz z tym zespołem wywalczył w sezonie 2007/2008 awans do Ekstraklasy i w następnych rozgrywkach wystąpił w czternastu meczach. W styczniu 2009 roku przeszedł do Omonii Nikozja, jednak nie zagrał tam w żadnym ligowym spotkaniu. W rundzie jesiennej sezonu 2009/2010 pozostawał bez klubu, gdy 19 stycznia 2010 roku powrócił do Lechii i związał się z nią 2,5 letnim kontraktem, jednak w następnym sezonie rozpoczął grę w Warcie Poznań, w której grał do końca rundy jesiennej 2012.

### GKS Bełchatów
11 stycznia 2013 wziął udział w testach w GKS-ie Bełchatów. 1 lutego był ponownie jego zawodnikiem. 31 maja klub przedłużył z nim kontrakt, który miał obowiązywać do 30 czerwca 2014, jednak 19 lipca klub za porozumieniem stron rozwiązał umowę.

### Górnik Zabrze
1 lipca 2013 rozpoczął testy w Górniku Zabrze, a 19 lipca podpisał z klubem trzyletni kontrakt. W ekstraklasie zadebiutował 19 lipca w pierwszej kolejce sezonu 2013/2014 w meczu wyjazdowym z Wisłą Kraków grając od pierwszej minuty, natomiast 17 września w ósmej kolejce strzelił pierwszą bramkę.

### Radunia Stężyca
Rafał Kosznik dołączył do Raduni Stężyca w 2018 roku, wnosząc do drużyny swoje doświadczenie z gry w Ekstraklasie i 1. lidze. Jako doświadczony obrońca,Kosznik był jednym z ważniejszych zawodników w składzie Stężycy w trakcie swojego pobytu w klubie. Zagrał w Raduni 110 meczów strzelając 8 bramek i 6 asyst

### Warta Poznań
Kosznik występuje najczęściej jako lewy obrońca. Rafał Kosznik przeszedł z ekstraklasowej Lechi Gdańsk do Warty Poznań w 2010 roku. W Warcie rozegrał 58 spotkań strzelając przy tym 1 bramkę i notując 4 asysty.

### Górnik Łęczna
Kontrakt z Górnikiem Łęczna Rafał Kosznik podpisał w 2017 na rok.

## Statystyki kariery
(Aktualne na dzień 4 czerwca 2018.)
| Klub               | Sezon              | Liga                      | Liga  | Liga   | Puchar krajowy | Puchar krajowy | Puchar ligi | Puchar ligi | Europa | Europa | Suma  | Suma   |
| Klub               | Sezon              | Liga                      | Mecze | Bramki | Mecze          | Bramki         | Mecze       | Bramki      | Mecze  | Bramki | Mecze | Bramki |
| ------------------ | ------------------ | ------------------------- | ----- | ------ | -------------- | -------------- | ----------- | ----------- | ------ | ------ | ----- | ------ |
| Lechia Gdańsk      | 2005/06            | II liga                   | 14    | 0      | 0              | 0              | –           | –           | –      | –      | 14    | 0      |
| Lechia Gdańsk      | 2006/07            | II liga                   | 26    | 1      | 1              | 0              | –           | –           | –      | –      | 27    | 1      |
| Lechia Gdańsk      | 2007/08            | II liga                   | 15    | 0      | 2              | 0              | –           | –           | –      | –      | 17    | 0      |
| Lechia Gdańsk      | 2008/09 (j)        | Ekstraklasa               | 14    | 0      | 1              | 0              | 3           | 0           | –      | –      | 18    | 0      |
| Omonia Nikozja     | 2008/09 (w)        | Protathlima A’ Kategorias | 0     | 0      | 0              | 0              | –           | –           | 0      | 0      | 0     | 0      |
| Lechia Gdańsk      | 2009/10 (w)        | Ekstraklasa               | 5     | 0      | 2              | 0              | –           | –           | –      | –      | 7     | 0      |
| Warta Poznań       | 2010/11            | I liga                    | 23    | 0      | 1              | 0              | –           | –           | –      | –      | 24    | 0      |
| Warta Poznań       | 2011/12            | I liga                    | 17    | 0      | 0              | 0              | –           | –           | –      | –      | 17    | 0      |
| Warta Poznań       | 2012/13 (j)        | I liga                    | 15    | 0      | 2              | 0              | –           | –           | –      | –      | 17    | 0      |
| GKS Bełchatów      | 2012/13 (w)        | Ekstraklasa               | 14    | 0      | 0              | 0              | –           | –           | –      | –      | 14    | 0      |
| Górnik Zabrze      | 2013/14            | Ekstraklasa               | 30    | 3      | 3              | 0              | –           | –           | –      | –      | 33    | 3      |
| Górnik Zabrze      | 2014/15            | Ekstraklasa               | 27    | 5      | 0              | 0              | –           | –           | –      | –      | 27    | 5      |
| Górnik Zabrze      | 2015/16            | Ekstraklasa               | 17    | 0      | 1              | 0              | –           | –           | –      | –      | 18    | 0      |
| Górnik Zabrze      | 2016/17            | Ekstraklasa               | 12    | 0      | 0              | 0              | –           | –           | –      | –      | 12    | 0      |
| Górnik Łęczna      | 2017/18            | Ekstraklasa               | 27    | 1      | 1              | 0              | –           | –           | –      | –      | 28    | 1      |
| Ogólnie w karierze | Ogólnie w karierze | Ogólnie w karierze        | 256   | 10     | 14             | 0              | 3           | 0           | 0      | 0      | 273   | 10     |

## Statystyki kariery reprezentacyjnej
| Mecze i gole w reprezentacji | Mecze i gole w reprezentacji | Mecze i gole w reprezentacji | Mecze i gole w reprezentacji | Mecze i gole w reprezentacji | Mecze i gole w reprezentacji | Mecze i gole w reprezentacji |
| #                            | Data                         | Miasto                       | Przeciwnik                   | Gol                          | Wynik                        | Rozgrywki                    |
| ---------------------------- | ---------------------------- | ---------------------------- | ---------------------------- | ---------------------------- | ---------------------------- | ---------------------------- |
| 1.                           | 15 listopada 2013            | Wrocław, Polska              | Słowacja                     |                              | 0:2                          | Mecz towarzyski              |